# Пролетарское сельское поселение (Омская область)
Пролетарское се́льское поселе́ние — муниципальное образование в Любинском районе Омской области Российской Федерации.
Административный центр — посёлок Пролетарский.

## История
Статус и границы сельского поселения установлены Законом Омской области от 30 июля 2004 года № 548-ОЗ «О границах и статусе муниципальных образований Омской области».

## Население
| 2010 | 2011 | 2012 | 2013 | 2014 | 2015 | 2016 |
| ---- | ---- | ---- | ---- | ---- | ---- | ---- |
| 720  | →720 | ↘714 | ↗723 | ↘679 | ↘649 | ↘643 |
| 2017 | 2018 | 2019 | 2020 | 2021 | 2023 |      |
| ↗645 | ↘631 | ↘598 | ↗605 | ↘590 | ↘574 |      |

## Состав сельского поселения
| № | Населённый пункт | Тип населённого пункта          | Население |
| - | ---------------- | ------------------------------- | --------- |
| 1 | Балашовка        | деревня                         | 5         |
| 2 | Борятино         | деревня                         | 116       |
| 3 | Пролетарский     | посёлок, административный центр | 524       |
| 4 | Шулаевка         | деревня                         | 75        |